# خسرو نظافت‌دوست
خسرو نظافت‌دوست کشتی‌گیر اهل ایران است. وی در وزن ۸۲ کیلوگرم کشتی فرنگی مردان در بازی‌های آسیایی ۱۹۷۴ تهران موفق به کسب مدال نقره شد.